# كوثر محمد بلكبير
كوثر محمد بلكبير (مواليد 5 أغسطس 2003)، هي مبارزة جزائرية.

## المسيرة الرياضية
حصلت كوثر محمد بلكبير على الميدالية البرونزية في فريق سيف الحسام في بطولة إفريقيا للمبارزة 2019 في باماكو.
في أبريل 2021 فازت ببطولة التصفيات الأفريقية الأولمبية [الإنجليزية] بالقاهرة، وبذلك حصلت على تأهيلها لأولمبياد طوكيو. وقد فازت على منافستها النيجيرية اولااوند بينيديكسيون بنتيجة (15- 13).
في 26 يوليو 2021، انهزمت سيف الحسام سيدات [الإنجليزية] أمام الصينية يانغ هينغيو ‏ بنتيجة 1–15 في دور ال64. وعللت الهزيمة بقولها «أقصيت من الدور الأول في منافسة الألعاب الأولمبية أمام منافسة صينية التي تفوقت علي في المستوى والخبرة.»

## روابط خارجية
- كوثر محمد بلكبير على موقع الاتحاد الدولي للمبارزة (الإنجليزية)
- كوثر محمد بلكبير على موقع أوليمبيديا (الإنجليزية)